# Liste des maires de Lézignan-Corbières
Cet article dresse une liste par ordre de mandat des maires de Lézignan-Corbières.

## Liste des maires
| Période                                  | Période           | Identité                                | Étiquette    | Qualité |
| ---------------------------------------- | ----------------- | --------------------------------------- | ------------ | --- |
| Les données manquantes sont à compléter. |                   |                                         |              | |
| 1744                                     | 1766              | Antoine Pradel                          |              | Maire - (Mention dans le registre le plus ancien des registres de délibérations du Conseil Municipal) |
| 1766                                     | 1767              | Joseph Dieulafoy                        |              | Premier Consul - Maire (Mention dans les registres de délibérations du Conseil Municipal) |
| 1767                                     |                   | Jean Falc                               |              | Premier Consul (Mention dans les registres de délibérations du Conseil Municipal) |
| 1769                                     |                   | François Carcassonne                    |              | Premier Consul (Mention dans les registres de délibérations du Conseil Municipal) |
| 1770                                     |                   | Antoine Buscailhou                      |              | Premier Consul (Mention dans les registres de délibérations du Conseil Municipal) |
| 1771                                     |                   | François Barthès                        |              | Premier Consul (Mention dans les registres de délibérations du Conseil Municipal) |
| 1772                                     | 1775              | Jacques Boucajay                        |              | Premier Consul (Mention dans les registres de délibérations du Conseil Municipal) |
| 1775                                     |                   | Louis Boyer                             |              | Maire (Mention dans les registres de délibérations du Conseil Municipal) |
| 1777                                     | 1778              | Louis Boyer                             |              | Premier Consul - Maire Élu le 25 Novembre 1777 - Décède pendant son mandat le 2 Juin 1778 après une courte maladie (Mention dans les registres de délibérations du Conseil Municipal)                       |
| 1778                                     |                   | Laurent Julien                          |              | Maire - Premier Consul - Nommé le 14 Août 1778 par "Monseigneur le Marquis de Castries Seigneur de ce lieu" (Mention dans les registres de délibérations du Conseil Municipal)                              |
| 1780                                     |                   | Antoine Laffage                         |              | Maire - Premier Consul - Docteur en médecine Nommé par le Marquis de Castries Seigneur de ce lieu (Mention dans les registres de délibérations du Conseil Municipal)                                        |
| 1er janvier 1788                         |                   | Joseph Théron                           |              | Maire - Premier Consul - Avec l'agrément de Monseigneur le Maréchal Duc de Castries Ministre de la Marine Seigneur de ce lieu (Mention dans les registres de délibérations du Conseil Municipal)            |
| 5 avril 1789                             | 1791              | Louis-Marc Labadié                      |              | Maire - Premier Consul - Nommé par le Maréchal de Castries Seigneur de ce lieu (Mention dans les registres de délibérations du Conseil Municipal)                                                           |
| 1791                                     | 1792              | Jean Théron                             |              | Élu le 13 Novembre 1791 - Les élections ont eu lieu dans l'église paroissiale (St Félix) |
| 1792                                     |                   | Jean Gain                               |              | Élu le 9 Décembre 1792 - Les élections ont eu lieu dans l'église des religieuses Ste Claire |
| 1792                                     |                   | Jean Théron                             |              | |
| 1793                                     | An II             | Jean Gain                               |              | Démissionne le 23 Nivôse AN II (12 janvier 1794) pour raison de maladie |
| An II                                    | An III            | Jean-Pierre Falc                        |              | Élu le 14 pluviôse AN II (2 février 1794) lors d'élections contestées, qui ont eu lieu dans l'église St Félix. Écharpe remise le 24 pluviôse                                                                |
| 14 Thermidor An III                      | An IV             | Jean-François Arnaud                    |              | Nommé Maire et agent municipal de la municipalité de canton |
| An V                                     | 1807              | Jean-Pierre Falc                        |              | Agent municipal de la municipalité de canton et Maire |
|                                          | 23 Thermidor an 9 | Alexis Pech                             |              | Officier de Santé |
| 23 Thermidor an 9 - 11 Août 1801         |                   | Jean-Pierre Falc                        |              | Officier de Santé - Nommé Maire par arrêté du Préfet |
| 20 janvier 1808                          | 1813              | Louis-Marc Labadié                      |              | Nommé par arrêté du Préfet de l'Aude du 31 décembre 1807 |
| 3 février 1813                           | 1814              | Félix Espitallié                        |              | Nommé par arrêté du Préfet de l'Aude du 25 janvier 1813. Destitué le 14 janvier 1814 pour avoir marié 10 conscrits -avec des vieilles femmes- pour les aider à se soustraire aux Lois de la conscription... |
| 1814                                     | 1814              | Jean-Baptiste Sauveur Cassan cadet      |              | Nommé Maire provisoire |
| 1814                                     | 1818              | Auguste Desserres                       |              | Nommé par arrêté du Préfet de l'Aude du 29 janvier 1814 après destitution du précédent. |
| 1816                                     | 1816              | André Boistard médecin                  |              | Nommé maire par intérim par le Préfet de l'Aude pendant l'absence du maire Desserres pour maladie du 4 au 24 septembre                                                                                      |
| 1818                                     | 1824              | Pierre Ciprien Théron                   |              | |
| 1824                                     | 1827              | Jean-Baptiste Paul Janot                |              | Nommé Maire par le Préfet, après démission du précédent |
| 1827                                     | 1830              | Louis-Baptiste Barthez                  |              | Nommé maire par arrêté du préfet du 2 février 1827, en remplacement de Paul Janot, nommé juge de paix |
| 1830                                     | 1830              | François Malavialle                     |              | Nommé maire provisoire par le sous-préfet provisoire le 3 Août 1830 |
| 1830                                     |                   | Jean-Louis Peyrusse                     |              | Nommé maire de l'avis du peuple et de sa volonté le 25 Août 1830 |
| 1831                                     | 1831              | Jean-Baptiste Sauveur Cassan            |              | |
| 22 novembre 1831                         | 1836              | Antoine Bedry                           |              | |
| 1837                                     | 1847              | Pierre Ciprien Théron                   |              | |
| 1847                                     | 1848              | Honoré Fabre                            |              | |
| 1848                                     |                   | Clovis Peyrusse                         |              | Maire provisoire |
| 1848                                     |                   | Jean-Pierre Mazard                      |              | |
| 1848                                     | 1851              | Prosper Peyronnet                       |              | |
| 1850                                     |                   | Étienne Montagné                        |              | Maire provisoire |
| 1851                                     | 1851              | Sauveur Cassan                          |              | Maire provisoire - Nommé par le préfet |
| 1851                                     | 1852              | Sauveur Cassan                          |              | Élu le 22 Novembre 1851 |
| 1852                                     | 1866              | Marron-Martin Hyacinthe                 |              | |
| 1866                                     | 1870              | Pierre Cyprien Théron                   |              | |
| 1871                                     | 1873              | Prosper Peyronnet                       |              | |
| 1874                                     | 1876              | Paul de Kérouartz                       |              | |
| 1876                                     | 1877              | Prosper Peyronnet                       |              | |
| 1877                                     |                   | Paul de Kérouartz                       |              | Président de la Commission municipale |
| 1879                                     |                   | Louis Maury                             |              | Installé maire le 20 janvier 1879; n'a jamais paru et est donc considéré comme démissionnaire |
| 1879                                     | 1879              | Édouard Mouleyre                        |              | Élu le 25 mars 1879 |
| 1879                                     | 1882              | Henry de Lapeyrouse                     |              | |
| 1882                                     | 1884              | François Lanet                          |              | |
| 1884                                     | 1895              | Joseph Garreta                          |              | |
| 1895                                     | 1900              | Auguste Expert                          |              | |
| 1900                                     | 1941              | Léon Castel                             | Radical      | Conseiller général de Lézignan-Corbières (1908-1939) Député |
| 15 mai 1904                              |                   | Émile Montagné                          | Radical      | Maire pendant 20 jours. Décédé en cours de mandat. |
| 1942                                     | 1944              | Max Garros                              |              | |
| 1944                                     | 1945              | Maurice Oswald                          |              | Président du Comité local de libération - Maire d’une municipalité provisoire, nommée par Arrêté préfectoral en date du 11 Décembre 1944. Il sera élu Maire lors de la séance du 3 Mai 1945.                |
| 1945                                     | 1950              | Julien Mailhac élu Maire le 21 Décembre | PCF          | |
| 1950                                     | 1956              | Augustin Richou                         | Radical      | |
| 1956                                     | 1983              | Jacques Ouradou (1905-1997)             | SFIO puis PS | Conseiller général de Lézignan-Corbières (1963-1979) |
| 1983                                     | 1987              | Louis Soucaille                         | PS           | Conseiller général de Lézignan-Corbières (1979-1992) |
| 1987                                     | 1989              | Louis Tournier                          | PS           | Élu maire après la démission de Louis Soucaille |
| 1989                                     | 14 juillet 2009,  | Pierre Tournier,                        | PS           | Conseiller général de Lézignan-Corbières (1992-2009) |
| 25 juillet 2009                          | 5 juillet 2020    | Michel Maïque,                          | PS           | Président de la CC Région Lézignanaise, Corbières et Minervois |
| 6 juillet 2020                           | En cours          | Gerard Forcada                          | SE           | |